# Halloween - The Beginning
(Rob Zombie)
Halloween - The Beginning (Halloween) è un film del 2007 co-prodotto, scritto e diretto da Rob Zombie.
Prequel/remake del celebre Halloween - La notte delle streghe di John Carpenter, con Malcolm McDowell, Sheri Moon Zombie, Tyler Mane, Brad Dourif e Scout Taylor-Compton nel ruolo di Laurie Strode, la pellicola ha dato vita così a un secondo reboot della saga.
Zombie ha detto che ha evitato di girare una nuova saga di Halloween, ma ha cercato di prendere gli elementi migliori degli otto capitoli e unirli creando una cronologia molto importante per il nuovo Michael Myers. John Carpenter stesso, regista dell'originale, ha asserito, a proposito del film: "Vai Rob, fai il tuo film!".

## Trama
Haddonfield, 1968. 
Il piccolo Frank Lake, dopo aver vivisezionato un topo, inizia a girovagare per casa con la sua maschera da clown che indosserà quella sera per la festa di Halloween. Quello stesso giorno Deborah, la madre di Frank, viene chiamata dalla scuola del bambino dato che questi ha ingaggiato una rissa contro alcuni bulli e inveito contro il preside. 
Inoltre la donna viene informata del fatto che Frank è stato sorpreso con un gatto morto nello zaino e diverse fotografie Polaroid di animali seviziati.
Al colloquio è presente anche il dottor Samuel Loomis, uno psicologo infantile, che informa Deborah che Frank mostra tutti i sintomi che portano alla psicopatia e occorre sottoporlo ad accertamenti e probabilmente a sedute psichiatriche. 
Frank, tornando da scuola, prima uccide ferocemente a bastonate uno dei bulli che lo avevano precedentemente preso in giro e poi torna a casa e uccide brutalmente prima il violento e alcolizzato fidanzato della madre dopo averlo legato e imbavagliato con del nastro adesivo, poi il fidanzato della sorella Judith e poi lei.
Deborah torna a casa dal lavoro e trova Frank sorridente, imbrattato di sangue, seduto sul vialetto di casa, con la sorella neonata tra le braccia, unica risparmiata. 
Il bambino viene accusato di omicidio e rinchiuso allo Smith's Grove, una casa di cura dove viene seguito dal dottor Loomis. 
Per i primi undici mesi, Frank collabora e racconta di non ricordarsi di aver ucciso qualcuno. 
Deborah lo visita regolarmente e Frank indossa sempre le maschere che costruisce.
Col tempo, il ragazzo conquista l'affetto di Ismael Cruz, un ex-carcerato che lavora come inserviente e che gli insegna ad alleviare la reclusione estraniandosi da ciò che lo circonda e scavalcando le mura con la mente, la quale non può essere rinchiusa. 
Frank segue forse quel consiglio e si rinchiude in se stesso senza più parlare. Qualche giorno dopo, sgozza una infermiera con una forchetta perché questa, guardando una fotografia che Deborah gli aveva portato, gli aveva detto che era bello facendo dunque credere a Frank che ora tutti lo vedono come un mostro. 
Sua madre Deborah, vedendo le crudeli gesta del figlio, va a casa e si spara in testa mentre guarda alcuni filmati di Frank da piccolo.
Per i quindici anni successivi, Frank continua a costruire maschere e a non parlare con nessuno; diventa un uomo robusto con una forza fisica straordinaria che deve essere tenuta sotto controllo; solo Ismael Cruz, con il quale Frank condivide una strana amicizia, è capace di trascorrere una giornata intera con Frank senza suscitare la sua ira. 
Il dottor Loomis, incapace di aiutare Frank, decide di abbandonare il caso e ne fa un libro di successo.
Quindici anni dopo il massacro della sua famiglia, Frank deve essere trasferito in una struttura più sicura. 
Si libera però dalle catene e uccide a mani nude tre guardie incaricate del trasferimento. 
Mentre cerca di evadere, uccide una segretaria e incontra casualmente Cruz, che cerca invano di riportarlo alla sua stanza, ma viene quasi affogato e poi ucciso con un televisore. 
Frank torna allora ad Haddonfield, uccidendo un camionista per rubare i suoi vestiti e mette piede nuovamente nella sua casa, dove ritrova il famigerato coltello da macellaio e una maschera da Halloween che indossava il ragazzo della sorella, nascosti la notte dell'omicidio.
La storia passa alla giovane Angel Myers (ora con il nome di Laurie Strode) e le sue amiche Annie Brackett e Lynda Van Der Klok. 
Lungo la giornata di Halloween, Laurie nota che Frank la sta spiando. 
Quella notte, lei farà da babysitter a Tommy Doyle, un bambino quasi ossessionato dalla figura dell'uomo nero. 
Nel frattempo, Lynda si incontra con il suo ragazzo Bob Brown alla vecchia casa dei Lake, dove - dopo aver bevuto birra - copulano. 
Bob - poco dopo - va a cercare altra birra nel suo furgone e viene ucciso da Frank, che ruba il costume da Halloween che indossava e si reca così vestito a uccidere anche Lynda, strozzandola. Quindi si reca a casa di Laurie dove uccide i suoi genitori.
Il dott. Loomis viene avvertito della fuga di Frank e si reca ad Haddonfield per trovarlo; i suoi sospetti vengono confermati quando, visitando il cimitero dove la famiglia dell'uomo è stata sepolta, egli rinviene le lapidi distrutte e una di esse estratta e rimpiazzata con un coyote crocifisso. 
Loomis compra una revolver .357 Magnum e convince il padre di Annie, lo sceriffo locale, che Frank è tornato a casa e che le vite dei cittadini sono gravemente in pericolo. 
Nonostante qualche titubanza, lo sceriffo Brackett accetta la situazione e chiama a casa di Laurie, dove nessuno risponde. 
Lo sceriffo e Loomis si dirigono lì, mentre Brackett spiega allo psicologo che Laurie è la sorella minore di Frank.
Egli era l'agente di servizio la sera in cui Deborah Lake si suicidò e, non volendo che la piccola crescesse con la consapevolezza di essere imparentata con Frank, fece finta che fosse scomparsa, lasciandola in un ospedale nei dintorni; scoprì in seguito che era stata adottata dal suo amico Mason Strode e dalla moglie. 
Mentre Laurie sta facendo da babysitter a Tommy riceve una telefonata da Annie, che invece fa da babysitter a Lindsay Wallace che abita dall'altra parte della strada. 
Annie chiede a Laurie di badare a Lindsay per poter andare all'appuntamento con Paul.
Laurie accetta e Annie e Paul ritornano a casa; dopo che i due finiscono di copulare, Paul viene ucciso da Frank e Annie viene ferita gravemente, ma riesce a sopravvivere. 
Laurie, allarmata dalle urla di Annie, corre a casa dei Wallace e trova Annie ricoperta di sangue. 
Laurie chiama il 911 poco prima di essere attaccata da Frank, che la pedina sino a casa Doyle. 
Lo sceriffo Brackett capisce che la chiamata è stata fatta dalla casa dei Wallace, dove Annie sta guardando i bambini, e si precipita lì. 
Laurie si nasconde con Tommy e Lindsay in bagno sino all'arrivo della polizia; non appena Laurie va ad aprire la porta compare Frank, che uccide i due poliziotti e rapisce Laurie. 
Tommy e Lindsay corrono fuori dalla casa.
Loomis e Brackett arrivano a casa Wallace e, mentre lo sceriffo chiama un'ambulanza per sua figlia, Loomis prende i bambini e li mette al sicuro. 
A casa Lake, Laurie si sveglia in cantina, accanto al corpo nudo di Lynda e una lapide proveniente dal cimitero dei Lake. Frank le si avvicina lasciando cadere il coltello, e le porge una foto che li ritrae da bambini; si inginocchia e si toglie la maschera. 
Incapace di capire il fratello, Laurie raccoglie il coltello e lo ferisce prima di scappare dalla dimora; mentre fugge cade nella piscina e Frank la insegue, ma viene fermato con tre colpi di pistola sparati da Loomis. 
Quest'ultimo, insieme alla ragazza, sta per andare via, ma Frank si alza e attacca Laurie; Loomis attira la sua attenzione assumendosi la responsabilità di averlo abbandonato.
Frank attacca quindi lo psicologo e gli rompe il cranio. 
Laurie si nasconde nella casa e mentre Frank la cerca intravede la pistola uscire dalla giacca di Loomis e la afferra. 
Poi torna a nascondersi al piano superiore, ma Frank spaccando il pavimento sopra di lui fa scappare Laurie che cade e si ritrova davanti Frank, che gli si butta addosso e cadono entrambi da una finestra del primo piano. 
Laurie si sveglia tra le braccia di Frank, con le sirene della polizia che lentamente si vanno avvicinando. 
Laurie punta la pistola sulla faccia di Frank; cerca di sparargli ripetutamente, ma a vuoto. 
Improvvisamente Frank si aggrappa al polso di Laurie. 
Urlando, la ragazza preme il grilletto per un'ultima volta, riuscendo a colpire il volto dell'uomo; il volto di Laurie viene schizzato di sangue; la sua faccia e le sue urla vengono sovrapposte ad alcuni fotogrammi di Laurie che piange nei vecchi filmati, insieme al fratello Frank.

### Finale alternativo
Zombie ha girato anche un finale alternativo del film, presente nei contenuti speciali del DVD. 
In questo finale alternativo, Frank risparmia Loomis e non viene ucciso da Laurie, come accade nel finale effettivo, bensì, dai poliziotti di Haddonfield, che arrivati alla vecchia casa dei Lake, dopo numerosi avvertimenti, scaricano i loro caricatori addosso all'assassino, come succedeva nel quarto film di Halloween.

## Produzione

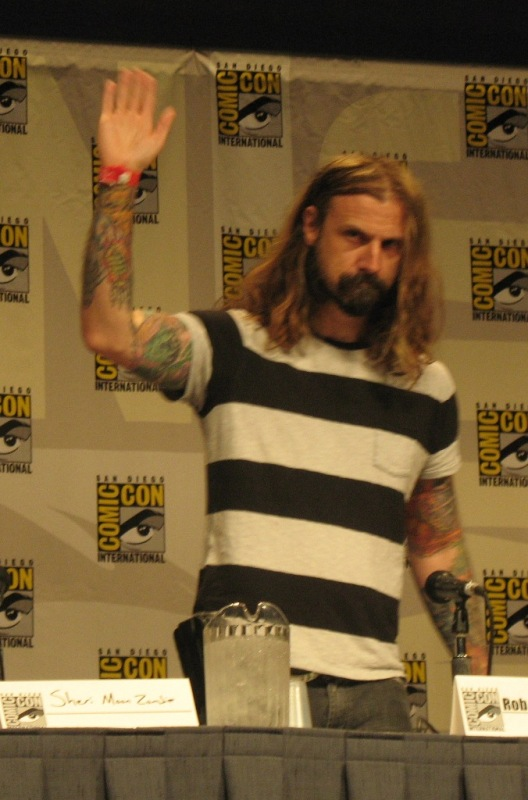
Il regista Rob Zombie presenta il film al Comic Con 2006

Il 4 giugno 2006, la Dimension Films annunciò che Rob Zombie, regista di La casa dei 1000 corpi e La casa del diavolo, avrebbe diretto il capitolo successivo della saga di Halloween. Zombie avrebbe scritto, diretto, prodotto e figurato come supervisore al sonoro. Bob Weinstein aveva solo proposto a Zombie di fare il film e il regista, che era un grande fan dell'Halloween e di John Carpenter fu entusiasta di dirigere un nuovo capitolo per la Dimension. Prima che la Dimension rendesse pubbliche le notizie, Zombie si sentiva obbligato a informare John Carpenter dei piani che aveva per questo remake.
La risposta di Carpenter fu: "Vai Rob, fai il tuo film!". Durante un'intervista risalente al 16 giugno 2006, Zombie annunciò che il suo film avrebbe combinato gli elementi dei prequel e dei remake con il concetto originale. Zombie ha insistito sul fatto che in questa nuova pellicola vi è un nuovo concetto del tutto avulso dal resto della serie, e non «un puro riciclo di vecchi materiali».
La sua intenzione era quella di reinventare Michael Myers, perché, a parer suo, il personaggio, insieme a Freddy Krueger, Jason Voorhees e Pinhead, è diventato ormai noto al pubblico, e di conseguenza, meno temuto. L'idea dietro la nuova pellicola è di focalizzare più a fondo sul passato di Myers. «Se un personaggio ha un nuovo passato, ha anche un nuovo presente e dunque un nuovo futuro: una 'nuova vita'» - dice Zombie. «Tutto ha una spiegazione: anche la maschera di Michael, che non è solo il risultato di un furto a un negozio di generi alimentari, come accadeva in "Halloween, la notte delle streghe"».
Zombie ha spiegato che voleva che Michael fosse più simile a uno psicopatico reale e voleva che la maschera fosse un modo per Michael di nascondersi. Voleva che il Michael giovane avesse più carisma, che fosse poi proiettato nel Michael adulto. Zombie ha inoltre deciso di rendere il ritorno ad Haddonfield più ambiguo: «Sta provando a uccidere Laurie o sta solo cercando la ragazza perché le vuole bene?». Inoltre, Michael non sarebbe stato in grado di guidare nella nuova pellicola, come invece faceva la sua controparte del 1978, che rubava l'auto di Loomis per tornare ad Haddonfield. Zombie voleva anche il personaggio del dottor Loomis fosse più correlato con quello di Michael Myers, al contrario di quanto accadeva nell'originale, cosicché potesse anche dire qualcosa di drammatico.
Il 22 dicembre 2006, Malcolm McDowell venne chiamato per interpretare lo psicologo. McDowell disse che voleva infondere un ego molto profondo in Loomis, che addirittura sta scrivendo un nuovo libro su quello che è successo con Michael. Nonostante Zombie abbia aggiunto molti più particolari al personaggio di Myers, creando quindi una storia più profonda, ha scelto di mantenere la maschera del personaggio (ormai un marchio di fabbrica) e la colonna sonora di Carpenter (nonostante in un'intervista fosse stato compreso il contrario). Le riprese sono ufficialmente iniziate il 29 gennaio 2007.
Poco prima dell'inizio delle riprese, Zombie disse di aver visto la maschera che il personaggio avrebbe dovuto indossare. Zombie ha dunque aggiunto: «È perfetta, proprio come l'originale. Michael non era così perfetto dal 1978». Le riprese sono state effettuate nello stesso quartiere che Carpenter ha usato per la pellicola originale. La produzione ha terminato i lavori il 22 marzo 2007. Il film è costato circa 20 milioni di dollari. Il film doveva essere distribuito nelle sale USA il weekend di Halloween, ma per evitare un testa a testa con Saw IV si anticipò l'uscita all'agosto 2007.
William Forsythe si ruppe la gamba prima di iniziare le riprese, motivo per cui nel film lo si vede ingessato. La morte di Danny Trejo fu inizialmente tagliata dalla produzione, ma il regista s'impuntò, facendo notare come la sequenza mostrasse quanto Myers fosse brutale e senza compassione. Rob Zombie la ebbe vinta. Il body count del film è di sedici vittime. La felpa indossata da Laurie Strode è un capo d'abbigliamento della linea Total Skull, di proprietà di Sheri Moon Zombie, attrice e moglie del regista. La Dimension aveva intenzione di creare una sorta di "Halloween vs Hellraiser", così come c'era stato Freddy vs Jason nel 2003.
Fu fatto un sondaggio pubblico sul sito ufficiale e i votanti rigettarono la proposta che quindi fu scartata dalla casa di produzione. Prima di accettare la "visione" di Rob Zombie, la Dimension stava per approvare un prequel che si sarebbe intitolato "Halloween: the Missing Years", che trattava principalmente degli anni passati in manicomio da Michael. La produzione del film fu ritardata a causa della morte di Moustapha Akkad, il produttore degli 8 film precedenti. Akkad è morto in un attentato terroristico in Giordania nel 2005. Inoltre, in questo film i fatti vengono spostati dal 1978 ai primi anni '90, mentre l'infanzia di Michael, dal 1963 agli ultimi anni '70.

### Cast

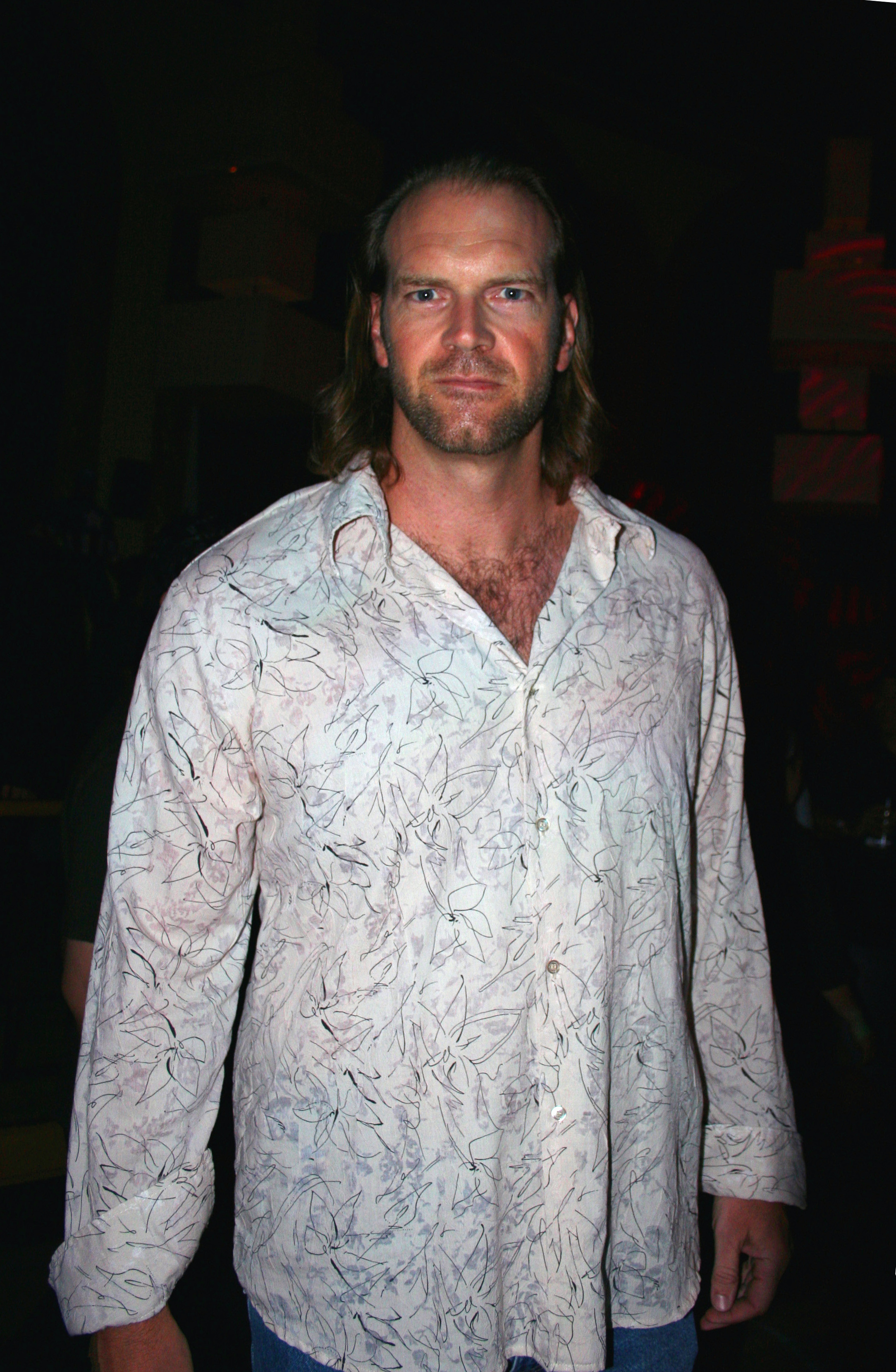
Tyler Mane interpreta Michael Myers

- Scout Taylor-Compton nel ruolo di Laurie Strode: Laurie è un'adolescente responsabile, che cerca di evitare i guai.[9] Le sue amiche cercano sempre di starle vicino e di farla uscire di casa.[11]
- Malcolm McDowell nel ruolo del Dott. Samuel Loomis: il dottor Loomis è il medico che ha curato Michael per diciassette anni. Ha provato a tenere Michael rinchiuso. Sembra essere più cupo della controparte originale, interpretata da Donald Pleasence.
- Brad Dourif nel ruolo dello Sceriffo Lee Brackett: il padre di Annie Brackett e lo sceriffo locale di Haddonfield.
- Danielle Harris nel ruolo di Annie Brackett: una delle migliori amiche di Laurie, figlia dello sceriffo locale di Haddonfield, Brackett. L'attrice ha inoltre interpretato il ruolo della piccola Jamie Lloyd in Halloween 4 e in Halloween 5.
- Tyler Mane nel ruolo di Michael Myers: Michael esce dall'ospedale psichiatrico per trovare la sua sorella minore. Da adulto, Michael è forte e veloce. Si traveste con una vecchia maschera che indossava durante l'infanzia. Uccide tutti quelli che si trovano sulla sua strada.
- Sheri Moon Zombie nel ruolo di Deborah Myers: la madre di Judith, Michael e Laurie. Si suicida sparandosi mentre Michael è in manicomio.
- Daeg Faerch nel ruolo di Michael Myers a 10 anni: Michael è "molto instabile, mentalmente" e gode nel torturare e uccidere animali. Odia tutti i membri della sua famiglia, eccetto sua sorella minore, che chiama Boo, e sua madre.[9]
- Hanna R. Hall nel ruolo di Judith Myers: Judith è la sorella maggiore di Michael. Viene uccisa dal fratello tramite diciassette coltellate.[9] Gioca un ruolo molto importante nella vita di Michael.[12]
- William Forsythe nel ruolo di Ronnie White: Ronnie è il compagno di Deborah Myers. Viene ucciso da Michael, che lo lega a una sedia mentre dorme e gli taglia la gola.
- Skyler Gisondo nel ruolo di Tommy Doyle: Tommy è il bambino per cui Laurie fa' da babysitter. È spaventato dai mostri.[9]
- Sid Haig nel ruolo di Chester Chesterfield: Chester è il guardiano del cimitero di Haddonfield.
- Udo Kier nel ruolo di Morgan Walker: Morgan è il capo delle attività del manicomio dove viene mandato Michael. È il principale responsabile della fuga di Michael.[9]
- Kristina Klebe nel ruolo di Linda Van Der Klok: è la migliore amica di Laurie. È tuttavia una cheerleader opportunista.[9]
- Jenny Gregg Stewart nel ruolo di Lindsey Wallace: Lindsey è la bambina per cui Annie fa' da babysitter.
- Nick Mennell nel ruolo di Bob Simms: il fidanzato di Lynda.
- Max Van Ville nel ruolo di Paul: il fidanzato di Annie.
- Dee Wallace-Stone nel ruolo di Cynthia Strode: Cynthia è la madre adottiva di Laurie.
- Pat Skipper nel ruolo di Mason Strode: Mason è il padre adottivo di Laurie. Per Laurie, egli è la figura del vero padre, che mira unicamente alla salvezza della figlia.[9]
- Clint Howard nel ruolo del Dott. Koplenson: il dottore di Michael.
- Ken Foree nel ruolo di Big Joe Grizzley: un camionista che Michael uccide dopo la sua fuga. Zombie l'ha fortemente voluto dato che ammira il suo lavoro più noto, Zombi di George A. Romero.[9]
- Danny Trejo nel ruolo di Ismael Cruz: è un addetto alle pulizie allo Smith's Grove.
- Lew Temple nel ruolo di Noel Kluggs: è una guardia di sicurezza allo Smith's Grove.
- Daryl Sabara nel ruolo di Wesley Rhoades: il bullo che picchia il piccolo Myers dicendo che sua madre è una spogliarellista al Rabbit in Red. Viene ucciso da Michael con un tronco di albero mentre questi torna a casa attraverso un boschetto.
- Adam Weisman nel ruolo di Steven "Steve" Haley: il fidanzato di Judith, ucciso da Michael con una mazza da baseball in alluminio.
- Micky Dolenz nel ruolo di Derek Allan: il proprietario dell'armeria dove Loomis compra la revolver .357 Magnum.

## Distribuzione
La pellicola è uscita negli Stati Uniti il 31 agosto 2007, nonostante Zombie si fosse opposto alla scelta. In Italia è uscita il 4 gennaio 2008.

## Accoglienza
Il film ha ricevuto giudizi perlopiù negativi dalla critica. Il 25% delle 111 recensioni raccolte dal sito Rotten Tomatoes è positivo, con un voto medio di 4,1. Su Metacritic, il film ha una media di 47 punti su 100, basata su 18 recensioni. James Berardinelli di ReelViews ha dato al film 2 stelle su 4, dicendo che «[...] nonostante non dica molto, questo è il miglior lavoro del Rob Zombie regista».

### Incassi
Il film è uscito il 31 agosto e ha guadagnato circa 10950000 $ nel primo giorno di programmazione. In totale, nel week-end di apertura, ne ha incassati 26.503.000, detenendo il record per il più grosso incasso durante il fine settimana del Labor Day.

## Colonna sonora
La colonna sonora ufficiale è stata composta da Tyler Bates, che ha mostrato la tracklist in anteprima sul suo MySpace. La colonna sonora è uscita negli Stati Uniti il 21 agosto 2007. Zombie ha detto che ci sarà una colonna sonora con pezzi non originali e una con pezzi originali, composti da Tyler Bates. Al momento contiene 12 tracce musicali e 12 dialoghi estratti dalla pellicola. L'album è stato distribuito su etichetta UMG.
1. These are the Eyes *
2. Halloween Theme 2007 (Tyler Bates - basata sulla colonna sonora originale di John Carpenter)
3. Is the Boogieman Real? *
4. (Don't Fear) The Reaper (Blue Öyster Cult)
5. Are You Saying Michael Did This? *
6. Love Hurts (Nazareth)
7. I Hope She Likes Cripples *
8. Baby, I Love Your Way (Peter Frampton)
9. A Taco Deluxe Supreme *
10. Tom Sawyer (Rush)
11. Driven by Pure Animal Instinct *
12. Let It Ride (Bachman-Turner Overdrive)
13. Trick or Treat, Baby *
14. God of Thunder (Kiss)
15. Satan's Mother *
16. 1969 (Iggy Pop)
17. Talking About the Anti-Christ *
18. Only Women Bleed (Alice Cooper)
19. Needs to Get Laid *
20. Halloween II (The Misfits)
21. Was that the Boogieman? *
22. The Shape Stalks Laurie (Tyler Bates - basata sulla colonna sonora originale di John Carpenter)
23. The Scream *
24. Mr. Sandman (Nan Vernon)

* : dialogo

## Collegamenti ad altre pellicole
- In televisione viene mostrato un primo piano di Bela Lugosi, tratto da L'isola degli zombies (Victor Halperin, 1932).
- In televisione vengono mostrate ripetutamente scene tratte da La cosa da un altro mondo (Howard Hawks, 1951).
- Michael giovane (Daeg Ferch) guarda in televisione Ultimatum alla Terra (Robert Wise, 1951) e Il pianeta proibito (Fred M. Wilcox, 1956). Quest'ultimo veniva visto in televisione da Tommy Doyle anche in Halloween - La notte delle streghe.
- In televisione vengono mostrati spezzoni da La casa dei fantasmi (William Castle, 1959) e La notte dei morti viventi (George A. Romero, 1968).

## Slogan promozionali
- «Inside everyone of us there exists a dark side. Most people raise above it, but some are consumed by it...until there's nothing left!»
«Dentro ognuno di noi c'è un lato oscuro. La maggior parte della gente lo sopisce, ma alcuni vengono da questo divorati...sino a quando non c'è più niente da fare!».

## Sequel
Halloween II è il sequel diretto e sceneggiato da Rob Zombie, uscito nelle sale cinematografiche statunitensi il 28 agosto 2009.